# Hindsiclava andromeda
Hindsiclava andromeda é uma espécie de gastrópode do gênero Hindsiclava, pertencente a família Pseudomelatomidae.